# Tamara Piltsikova
Tamara Piltsikova, née en 1946 à Toula, est une coureuse cycliste soviétique, spécialiste de la piste.

## Biographie
En 1974, elle remporte le championnat du monde de vitesse à Montréal.

## Palmarès sur piste

### Championnats du monde
- Montréal 1974
  -  Championne du monde de vitesse

### Championnats d'URSS
- Championne d'URSS du 500 mètres : 1968, 1969, 1973, 1974 et 1975
- Championne d'URSS de poursuite par équipes : 1968, 1969, 1972, 1973, 1974, 1976 et 1977

## Palmarès sur route
- 1973
  -  Championne d'URSS sur route